# 3297 Hong Kong
3297 Hong Kong è un asteroide della fascia principale. Scoperto nel 1978, presenta un'orbita caratterizzata da un semiasse maggiore pari a 3,1358517 UA e da un'eccentricità di 0,1729904, inclinata di 2,37512° rispetto all'eclittica.